# Akrotíri (Crète)
Pour les articles homonymes, voir Akrotiri.
Akrotíri (grec moderne : Ακρωτήρι) est une péninsule et ancienne municipalité du district régional de La Canée, sur l'île de Crète, en Grèce.

## Galerie

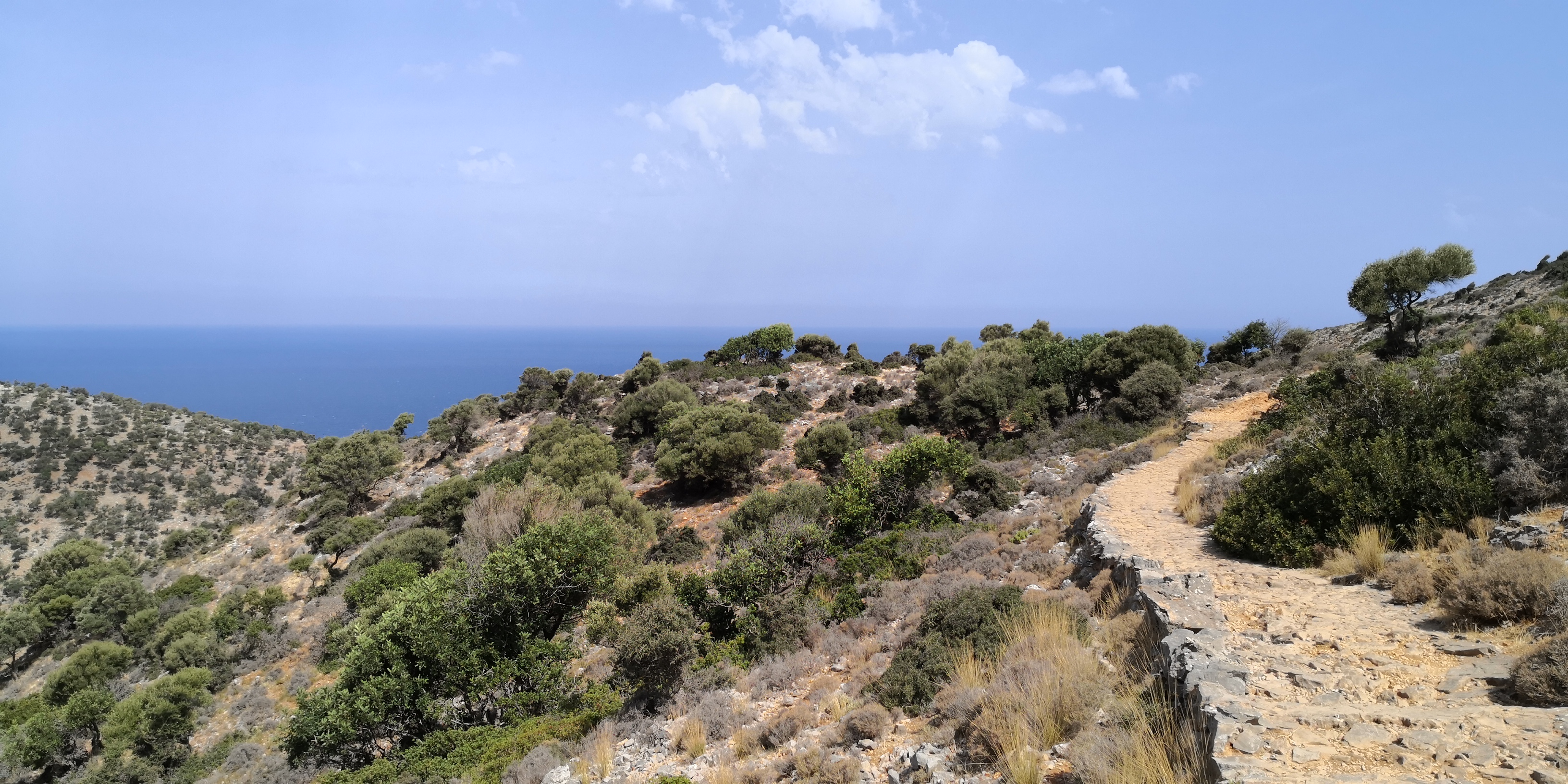
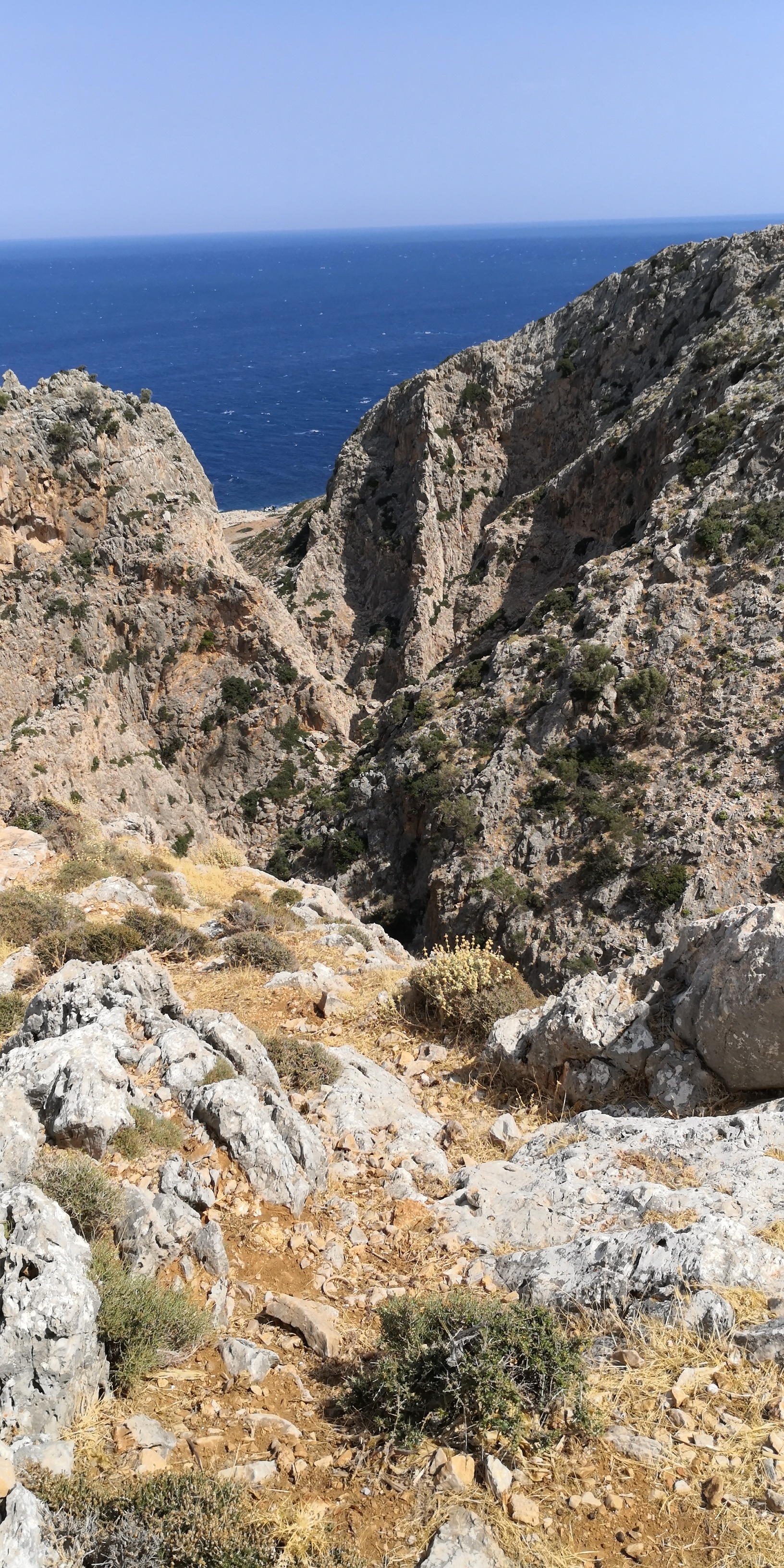
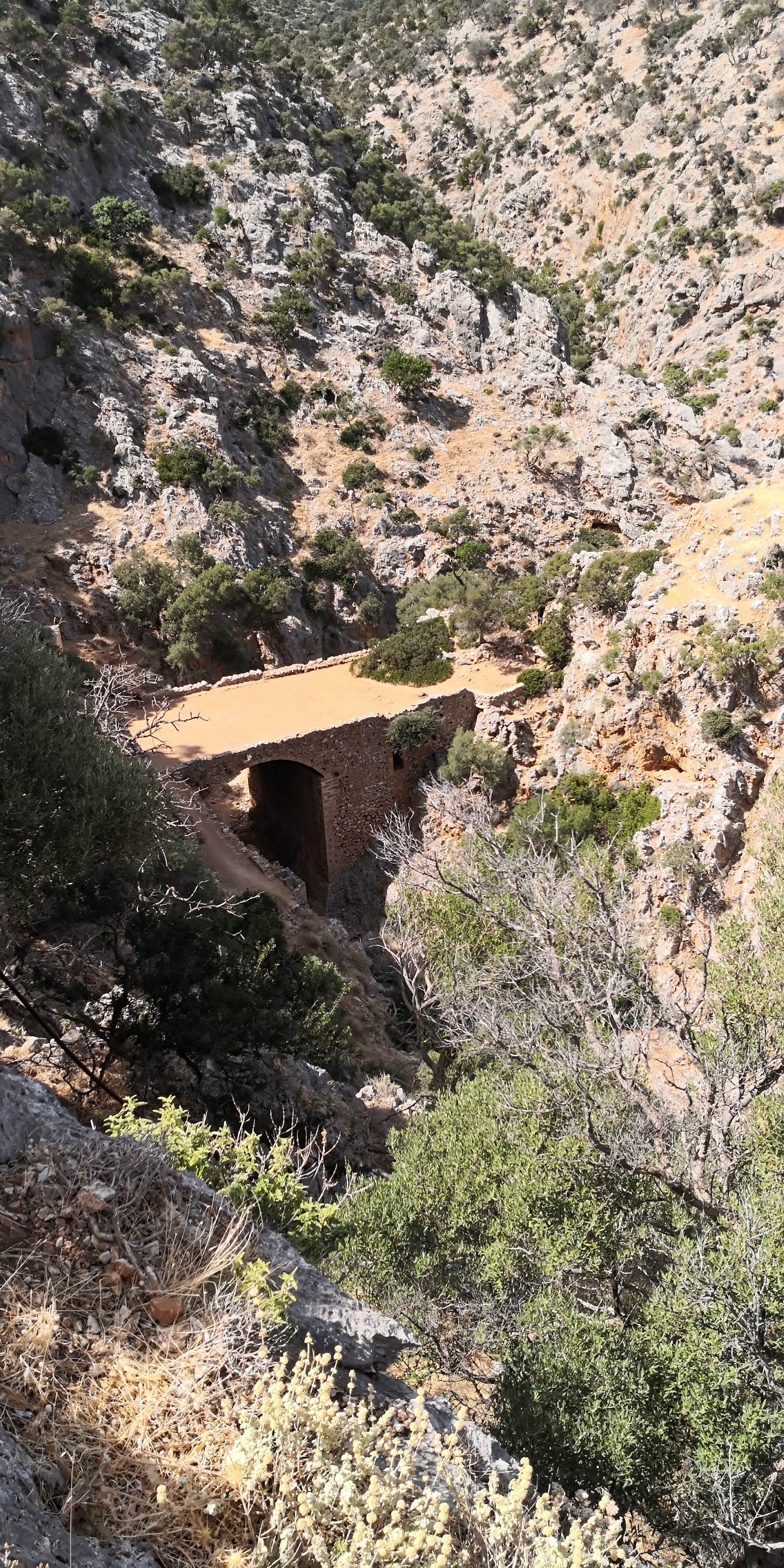
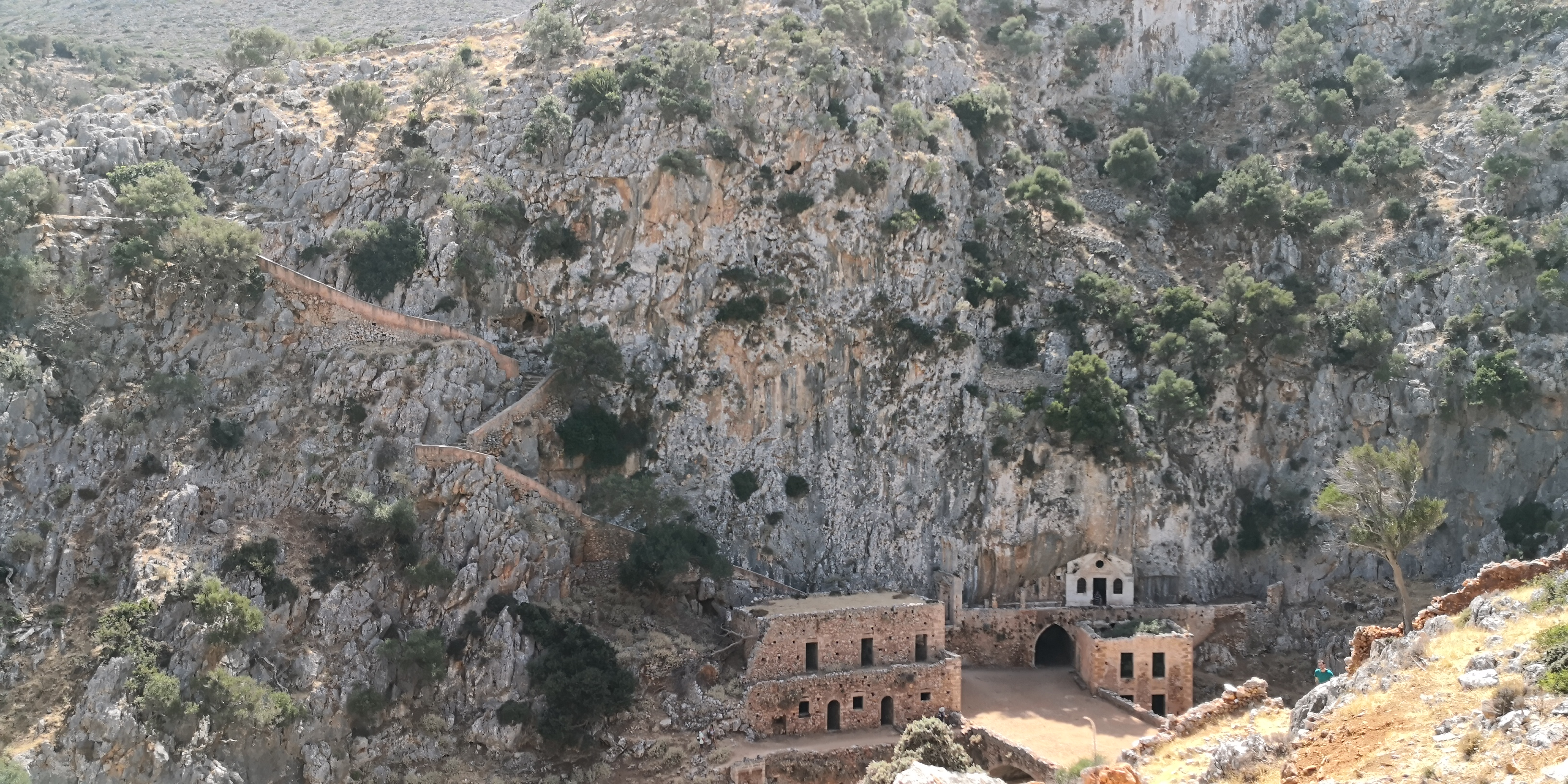
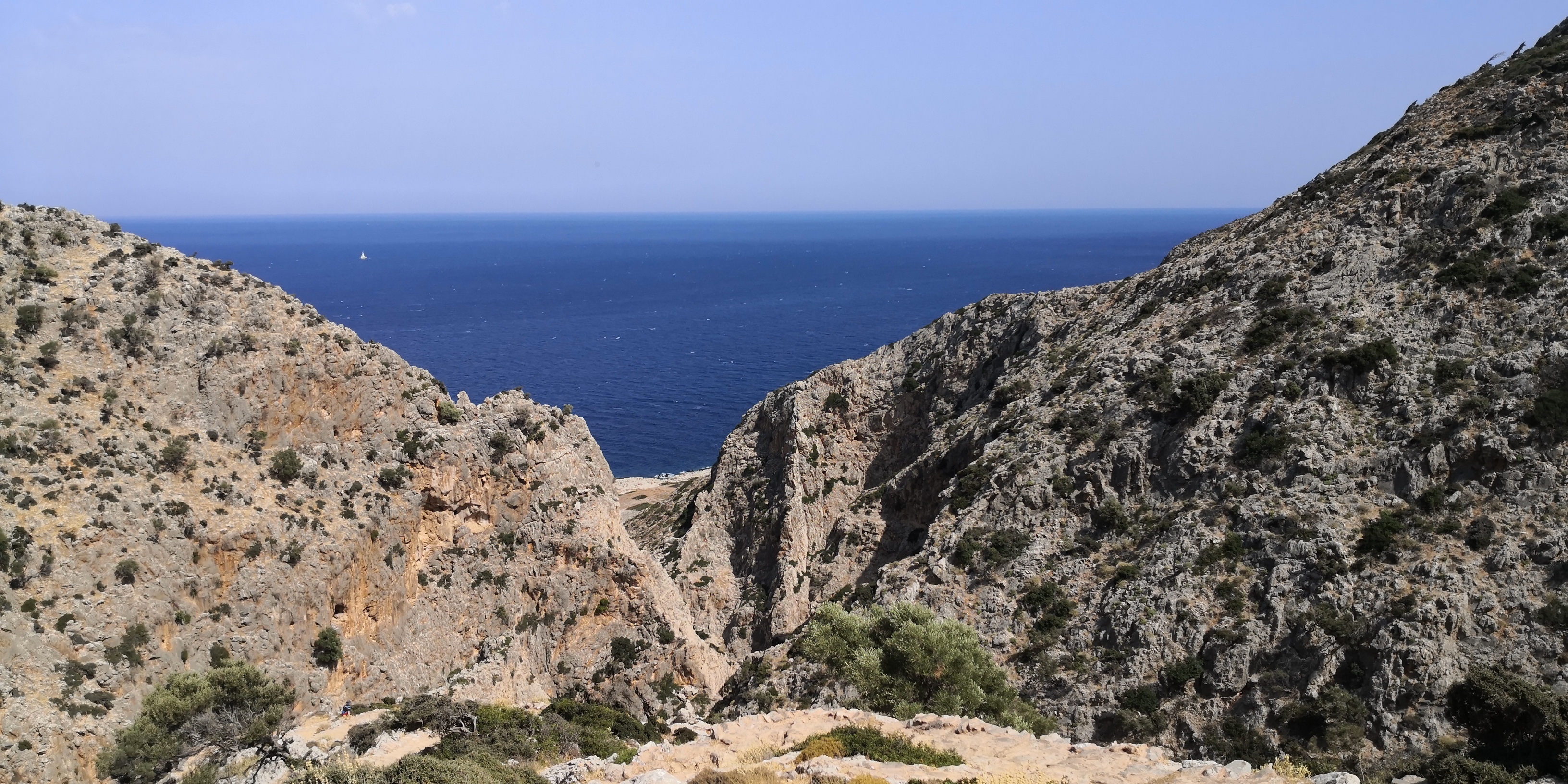